# Polymastia disclera
Polymastia disclera är en svampdjursart som beskrevs av Claude Lévi 1964. Polymastia disclera ingår i släktet Polymastia och familjen Polymastiidae.
Artens utbredningsområde är havet utanför Sydafrika. Inga underarter finns listade i Catalogue of Life.